# Limaformosa crossi
Serpent-lime de Crosse
Espèce
Synonymes
- Simocephalus crossi Boulenger, 1895
- Simocephalus riggenbachi Sternfeld, 1908
- Mehelya crossi (Boulenger, 1895)
- Gonionotophis crossi (Boulenger, 1895)

Statut de conservation UICN

LC : Préoccupation mineure
Limaformosa (ex Mehelya ; Gonionotophis) crossi est une espèce de serpents d'Afrique appartenant à la famille des Lamprophiidae,. On parle communément de serpent-lime de Crosse.  

## Description
D’une longueur habituelle entre 80 et 115 cm, il peut atteindre les 125 cm,. La tête est aplatie et le cou est bien distinct. Le corps est allongé et sa section est triangulaire. L'œil est petit et la pupille est arrondie ou légèrement verticale. La coloration dorsale est brun foncé ou brun rougeâtre. Comme les écailles dorsales ne sont pas énormément superposées, la peau interstitielle de couleur claire est parfois visible. Le dessous du corps est clair. Cette espèce n’est pas à confondre avec les serpents du genre Gonionotophis. dont les écailles ventrales ne sont pas carénées.

## Répartition et habitat
Cette espèce se rencontre :
- au Sénégal ;
- au Mali ;
- au Burkina Faso ;
- dans l'ouest du Niger ;
- au Bénin ;
- au Nigeria ;
- au Cameroun ;
- en République centrafricaine
- en Côte d'Ivoire.

Elle préfère les savanes et forêts claires soudaniennes et guinéennes. Elle est donc moins fréquente en forêts denses très humides. Elle est également présente en zones de transition.

## Étymologie
Cette espèce est nommée en l'honneur du docteur William Henry Crosse.

## Publication originale
- (en) Boulenger, 1895 : On some new or little-known reptiles obtained by W. H. Crosse Esq. on the Niger. Annals and Magazine of Natural History, ser. 6, vol. 16, p. 32-34 (texte intégral).